# Chorebus iphianassa
Chorebus iphianassa är en stekelart som beskrevs av Ivanov och Vladimir Ivanovich Tobias 2006. Chorebus iphianassa ingår i släktet Chorebus och familjen bracksteklar. Inga underarter finns listade i Catalogue of Life.